# Травневе (Мелітопольський район)
Тра́вневе (Украківка, Альтонау, Ґальбшадт, № 9) — село в Україні, в Мелітопольському районі Запорізької області. Входить до складу Терпіннівської сільської громади. Населення становить 186 осіб.

## Географія
Село Травневе знаходиться на лівому березі річки Молочна в місці впадання в неї річки Юшанли, вище за течією на відстані 1,5 км розташоване село Прилуківка, нижче за течією на відстані 1 км розташоване селище Зарічне, на протилежному березі — село Терпіння. Річка в цьому місці звивиста, утворює лимани, стариці і заболочені озера. Через село проходить автомобільна дорога Р85.

## Історія
Село було засноване німецькими колоністами в 1804 році. Першими поселенцями були 30 менонітських сімей з Данцига.
Село отримало назву Альтенау від німецького «allzu nah» — «занадто близько», оскільки розташовувалося на околиці земель, займаних німецькими колоністами, занадто близько до кочівникам — ногайців.
Село входило в Молочанський менонітський округ, а з 1871 року — в Гальбштадтську волость Бердянського повіту.
У таблиці представлено кількість землі, закріплене за сільською громадою, і число дворів у селі:
| Рік  | Земля (в десятинах) | Число дворів |
| ---- | ------------------- | ------------ |
| 1811 | 1551                |              |
| 1857 | 1430                | 22           |
| 1914 | 1715                | 87           |

У Альтенау знаходився дереворозплідник Б. Фрізена, працював механічний млин, торгові лавки І. Вінса, П. Регіра, Я. Регіра.
У перші роки Радянської влади в селі діяв осередок Спілки громадян голландського походження.
У 1926 році в Альтенау діяла початкова школа, в 1928 році колгосп «Альтонауський».
В 1941 році, після початку німецько-радянської війни, німці з села були депортовані. Операція з депортації етнічних німців і менонітів, що проживають в селах Мелітопольського району, була розпочата органами НКВД 25 вересня 1941 року, а вже на початку жовтня село було зайняте німецькими військами.
В 1945 році Альтенау, в якому до того моменту вже практично не залишилося німецького населення, було перейменоване в Травневе.
До 2020 року орган місцевого самоврядування - Світлодолинська сільська рада.
22 червня 2023 року рішенням Національної комісії зі стандартів державної мови віднесено до списку населених пунктів, які «можуть не відповідати лексичним нормам української мови», зокрема стосуватися «російської імперської чи колоніальної політики». Громаді рекомендовано обґрунтувати доцільність збереження поточної назви або запропонувати нову назву в установленому законодавством порядку.

## Населення
У наступній таблиці представлена динаміка чисельності населення у Травневому:
| Рік  | Населення |
| ---- | --------- |
| 1818 | 116       |
| 1838 | 249       |
| 1856 | 387       |
| 1864 | 428       |
| 1886 | 558       |

| Рік  | Населення |
| ---- | --------- |
| 1889 | 351       |
| 1897 | 529       |
| 1905 | 647       |
| 1911 | 749       |
| 1918 | 803       |

| Рік  | Населення |
| ---- | --------- |
| 1923 | 567       |
| 1926 | 564       |
| 1939 | 458       |
| 2001 | 186       |

До 1941 року основну частину населення Альтенау становили німці (76 % в 1897 році, 94 % в 1923, 93 % в 1926 році).

### Мова
Розподіл населення за рідною мовою за даними перепису 2001 року:
| Мова            | Кількість | Відсоток |
| --------------- | --------- | -------- |
| українська      | 98        | 52.69%   |
| російська       | 69        | 37.09%   |
| інші/не вказали | 19        | 10.22%   |
| Усього          | 186       | 100%     |

## Об'єкти соціальної сфери
- Школа. Травнева загальноосвітня школа I—II ступенів розташована за адресою вул. Леніна, 33. У школі 9 класів, 36 учнів і 17 співробітників. Мова викладання українська. Директор — Кабельники Андрій Вікторович.[5]